# DENIS J082303.1−491201
Désignations
DENIS J082303.1-491201 (en abrégé DE0823-49), provisoirement désigné DENIS-P J082303.1-491201, est un système binaire de naines brunes, situé à une distance de 20,665 ± 0,106 pc (∼67,4 al) de la Terre, dans la constellation australe des Voiles.

## Caractéristiques
L'objet primaire, DE0823-49 a (généralement désigné simplement DE0823-49), est une naine brune de type spectral L1,5, d'une masse de 0,028~0,063 masse solaire et d'une température de 2 150 ± 100 kelvins.
Le compagnon, DE0823-49 b, est une naine brune de type spectral L5,5, d'une masse de 0,018~0,045 masse solaire et d'une température de 1 670 ± 140 kelvins.
Le rapport de masse des deux objets est estimé à 0,64~0,74.
Le système a une période orbitale de 248 jours terrestres. Son âge est estimé entre 80 et 500 millions d'années. C'est un jeune objet du voisinage solaire, mais il ne semble appartenir à aucune jeune association d'objets ni à aucun groupe mouvant.

## Historique
DENIS J082303.1-491201 a été découverte par Ngoc Phan-Bao et al. dans la base de données du Deep Near Infrared Survey of the Southern Sky (DENIS) [« Sondage, dans l'infrarouge proche, du ciel profond de l'hémisphère austral »].
Détectée en 2006, DE0823-49 b est considérée par la base de données NASA Exoplanet Archive comme la première et, à ce jour (1er juin 2015), l'unique exoplanète confirmée découverte par la méthode dite astrométrique,.

#### DE0823-49 (a)
- (en) DENIS-P J082303.1-491201 sur la base de données NASA Exoplanet Archive du NASA Exoplanet Science Institute
- (en) 2MASS J08230313-4912012 sur la base de données Simbad du Centre de données astronomiques de Strasbourg.
- (en) DENIS J082303.1-491201, 2MASS J08230313-4912012 et WISE J082302.97-491201.1 sur la base de catalogues VizieR du Centre de données astronomiques de Strasbourg

#### DE0823-49 b
- (en) DE0823-49 b sur L'Encyclopédie des planètes extrasolaires de l'Observatoire de Paris.
- (en) DENIS-P J082303.1-491201 b sur la base de données NASA Exoplanet Archive du NASA Exoplanet Science Institute